# Закосьнов (Миллеровский район)
Закосьнов — хутор в Миллеровском районе Ростовской области. Входит в состав Дёгтевского сельского поселения.

## География

### Улицы
- ул. Заречная,
- ул. Луговая,
- ул. Степная,
- пер. Веселый,
- пер. Северный.

## Население
| 2010 |
| ---- |
| 84   |